# (4374) Tadamori
(4374) Tadamori es un asteroide perteneciente al cinturón de asteroides, descubierto el 31 de enero de 1987 por Kenzo Suzuki y el también astrónomo Takeshi Urata desde el Toyota Observatory, Japón.

## Designación y nombre
Designado provisionalmente como 1987 BJ. Fue nombrado Tadamori En honor al samurái Taira no Tadamori.

## Características orbitales
Tadamori está situado a una distancia media del Sol de 2,222 ua, pudiendo alejarse hasta 2,601 ua y acercarse hasta 1,843 ua. Su excentricidad es 0,170 y la inclinación orbital 4,846 grados. Emplea 1210 días en completar una órbita alrededor del Sol.

## Características físicas
La magnitud absoluta de Tadamori es 13,3. Tiene 5,687 km de diámetro y su albedo se estima en 0,388. Está asignado al tipo espectral S según la clasificación SMASSII.